# Michael Shamberg

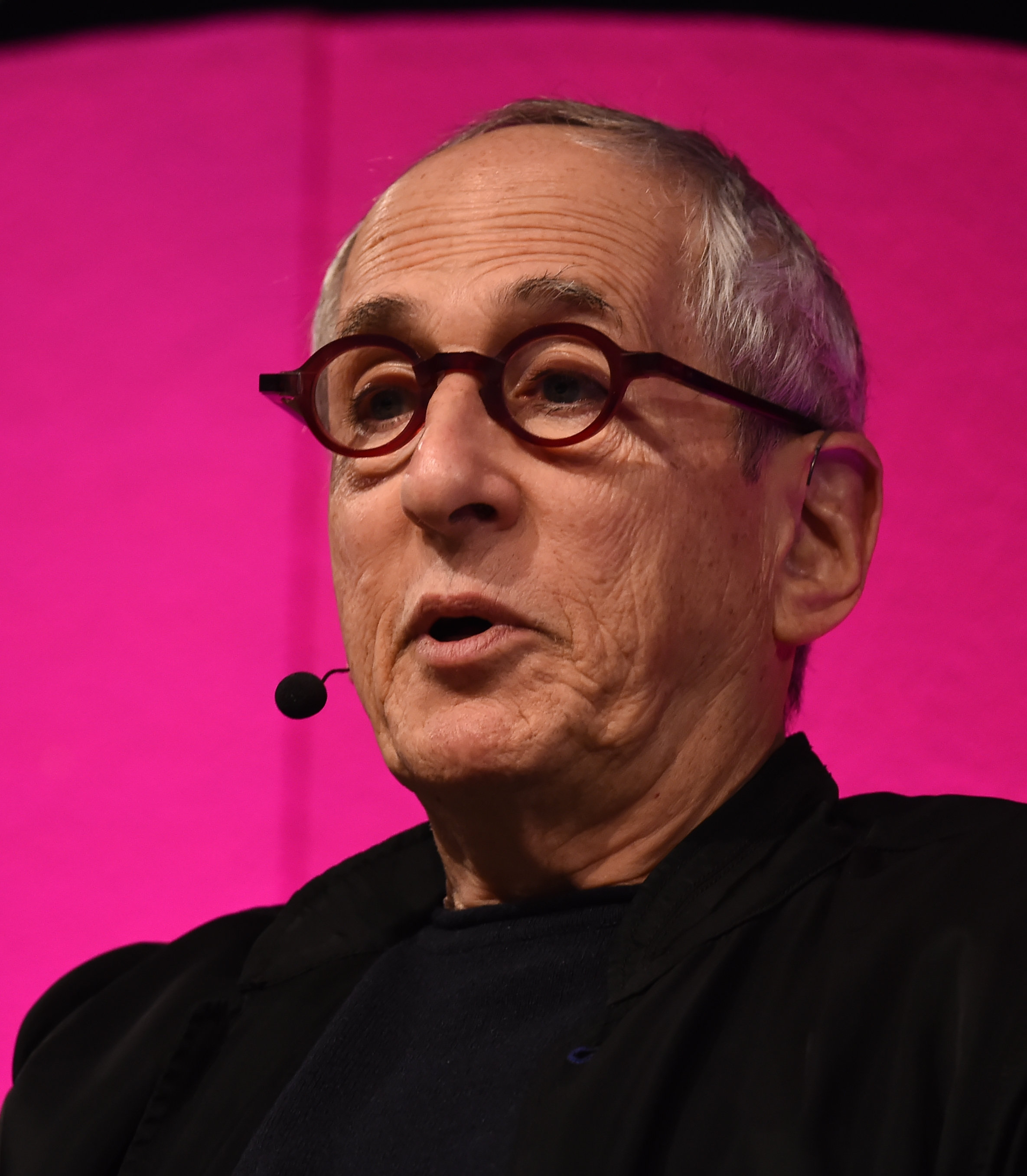
Michael Shamberg (2017)

Michael Shamberg (* 1945 in Chicago) ist ein US-amerikanischer Filmproduzent und ehemaliger Time-Life-Korrespondent.

## Leben
1969 gründete Shamberg das Videokollektiv Raindance Corporation mit. Das Kollektiv experimentierte mit den neuen Techniken des portablen Videodrehs und war von den Gedanken Marshall McLuhans beeinflusst. 1971 erschien sein Buch Guerrilla Television. Um alternative Videodokumentation zu produzieren, war er 1972 Mitbegründer des Top Value Television. Shamberg gründete 1992 zusammen mit Danny DeVito und dessen Ehefrau die Produktionsfirma Jersey Films und war maßgeblich an der Entstehung von Erfolgsfilmen wie Reality Bites – Voll das Leben, Pulp Fiction, Schnappt Shorty, Out of Sight, Garden State und Erin Brockovich beteiligt. Für letzteren erhielt er eine Oscar-Nominierung in der Kategorie Bester Film.
Er war von 1974 bis 1991 mit Megan Williams verheiratet, mit der er zwei Kinder hat. Er ist nun mit Carla Santos Shamberg verheiratet.

## Filmografie (Auswahl)
Als Filmproduzent
- 1972: Four More Years (Dokumentarfilm)
- 1974: Lord of the Universe (Dokumentarfilm)
- 1980: Heart Beat
- 1981: Schatz, du strahlst ja so! (Modern Problems)
- 1983: Der große Frust (The Big Chill)
- 1986: Club Paradise
- 1988: Ein Fisch namens Wanda (A Fish Called Wanda)
- 1988: Die Uni meiner Träume (How I Got into College)
- 1994: Reality Bites – Voll das Leben (Reality Bites)
- 1994: 8 Seconds – Tödlicher Ehrgeiz (8 Seconds)
- 1995: Schnappt Shorty (Get Shorty)
- 1996: Sunset Park
- 1996: Matilda
- 1996: Minnesota (Feeling Minnesota)
- 1997: Wilde Kreaturen (Fierce Creatures)
- 1997: Gattaca
- 1998: Out of Sight
- 1998: Wachgeküßt (Living Out Loud)
- 1999: Der Mondmann (Man on the Moon)
- 2000: Erin Brockovich
- 2001: The Caveman’s Valentine
- 2001: So High (How High)
- 2003: Star Camp (Camp)
- 2004: … und dann kam Polly (Along Came Polly)
- 2005: Be Cool – Jeder ist auf der Suche nach dem nächsten großen Hit (Be Cool)
- 2005: Der verbotene Schlüssel (The Skeleton Key)
- 2006: World Trade Center
- 2007: Freedom Writers
- 2007: Reno 911!: Miami
- 2010: Ausnahmesituation (Extraordinary Measures)
- 2011: Contagion
- 2012: LOL
- 2013: Runner Runner
- 2014: Wish I Was Here
- 2014: Ruhet in Frieden – A Walk Among the Tombstones (A Walk Among the Tombstones)
- 2015: Freeheld – Jede Liebe ist gleich (Freeheld)
- 2016: Get a Job
- 2019: Hard Powder (Cold Pursuit)

## Auszeichnungen (Auswahl)
- 1984: Oscar-Nominierung in der Kategorie Bester Film für Der große Frust
- 2001: Oscar-Nominierung in der Kategorie Bester Film für Erin Brockovich
- 2014: Career Achievement Award des Zurich Film Festival